# Euphorbia cumulata
Euphorbia cumulata ist eine Pflanzenart aus der Gattung Wolfsmilch (Euphorbia) in der Familie der Wolfsmilchgewächse (Euphorbiaceae).

## Beschreibung
Die sukkulente Euphorbia cumulata wächst als kleiner, zweihäusiger Strauch und wird bis 20 Zentimeter hoch. Aus einer rhizomartigen Wurzel entspringen einzeln stehende Triebe, die kompakte Gruppen ausbilden. Die Triebe haben einen Durchmesser von 3 Zentimeter und sind mit sieben bis neuen Rippen versehen. Die Rippen sind dicht mit flachen Warzen besetzt.
Es werden separate, unfruchtbare und dornige Blütenstandstiele ausgebildet, die 2 bis 4 Zentimeter lang werden. Die einzelnen Cyathien erscheinen an den Spitzen der Triebe und haben bis 5 Millimeter lange Stiele. An diesen befinden sich fünf bis sechs kleine Brakteen. Die männlichen Cyathien erreichen bis 6 Millimeter im Durchmesser, die weiblichen bis 3 Millimeter. Die elliptischen Nektardrüsen stehen einzeln. Die kugelförmige Frucht wird bis 8 Millimeter groß und ist mit Flaumhaaren besetzt. Der eiförmige Samen hat eine glatte Oberfläche.

## Verbreitung und Systematik
Euphorbia cumulata ist in der südafrikanischen Provinz Westkap verbreitet.
Die Erstbeschreibung der Art erfolgte 1931 durch Robert Allen Dyer.